# Kismarty-Lechner Zita
Kismarty-Lechner Zita (1980 –) illusztrátor, tervezőgrafikus, vizuális kommunikáció tervezőművész.

## Tanulmányok
- 1999 – 6. sz. Ipari Szakmunkásképző Iskola, fotó szak
- 1999-2004 – Magyar Iparművészeti Egyetem – Vizuális Kommunikáció tanszék[1]
- 2001 – Ljubljana, Akademija za Likovo Umetnost (1 hónap ösztöndíj)
- 2002 – Erasmus Ösztöndíj – Barcelona, Universidad de Bellas Artes (4 hónap ösztöndíj)
- 2006 – ELTE, TTK – Takács-Sánta András: Bioszféra és ember (két féléveses kurzus) – külsős hallgató
- 2006 – Cserkút: RECYCLING” CO-OPERATIVE TRAINING PROGRAM – Workshop a Zöld-híd Alapítvány szervezésében (1 hetes workshop)
- 2019 – Mome Design Thinking 2019 tanfolyam

## Gyerekkönyv-illusztrátor
- Sári és Nemszemétke című mesekönyv (Cerkabella Kiadó, 2011)
- Tejbegríz című antológia illusztrátora (Cerkabella Kiadó, 2013)
- Válogatós című verseskönyv (Cerkabella Kiadó, 2014)
- Gyárfás Endre, Kívánságtarisznya (Móra, 2015)
- Toppantós- Legkisebbek mondókás- és verseskönyve (Cerkabella Kiadó, 2016)
- Kiss Ottó, Ne félj Apa! (Móra, 2016)
- Szabó Magda, Bárány Boldizsár (Móra, 2016)
- Dzsungeldzsem – Szórakoztató mesegyűjtemény olvasás és helyesírás gyakorlásához (Cerkabella Kiadó, 2016)
- Macskamuzsika – 77 magyar esti mese antológia (Cerkabella Kiadó, 2018)
- Stiglincz Milán, Mazsi a kócos tündér (Pagony Kiadó, 2018)
- 3-5-8 Perces mesék, antológia (Pagony Kiadó, 2019)
- Lázár Ervin, Százpettyes katica (Móra, 2019) több illusztrátorral együtt
- Kis Judit Ágnes, Ki brummog a barlangban (Pagony Kiadó, 2020)
- Tamás Zsuzsa, Türkiz a tűzoltó (Móra, 2021)

## Tervezőgrafikus – civil és kulturális szervezetek, projektek grafikusa
- 2020 – egySIMAegyFORDÍTOTT Egyesület az inklúzióért grafikusa
- 2019 – varázspalló – art director
- 2011 – Tudatos Vásárlók Áruháza kiállítás – a Tudatos Vásárlók Egyesületének kutatási munkáját bemutató kiállítás művészeti vezetője, grafikusa
- 2008 – Tükörben a Világ kiállítás – Általános- és középiskolás gyereknek szóló, a globális környezeti kérdéseket bemutató oktató kiállítás művészeti vezetője, grafikusa.

## Terméktervező, gyerekjáték-tervező
2019 – varázspalló – készségfejlesztő gyerekjáték kiegészítő termékeinek tervezője

## Művészeti oktató
- Alkotó Elem – készségfejlesztő művészeti foglalkozás 5-10 éves gyereknek – 2010-2016, Szentendre, Leányfalu
- Cellux Csoport – Környezettudatos gondolkodást és a fenntarthatóságot tanító művészeti foglalkozások vezetője, főként kulturális intézményekben, iskolákban és hátrányos helyzetű közösségekben – 2006-

## Kiemelt projektek
Menedék Egyesület, Kesztyűgyár Közösség Ház, 11. kerületi Művelődési ház – Panel rehabilitációs program gyerekeknek, Sziget Fesztivál, Iparművészeti Múzeum, Fővárosi Szabó Ervin Könyvtár

## Díjak

### Illusztrációs díjak
- 2011 – Aranyvackor gyerekkönyvíró- és illusztrációs pályázat 1. helyezett és a Cerkabella Kiadó különdíja (Sári és Nemszemétke)[2]
- 2016 – Szép Magyar Könyvek, Emberi Erőforrások Minisztériuma (Emmi) különdíja a Toppantós című gyermekkönyv illusztrációiért)

### További díjak
- 2002I 3.@rc óriásplakát pályázat – Művészeti érték díja
- 2015 – segítő vásár design randi II. helyezett, pulykakakas textil figura, a debreceni Fény Felé Alapítvány részére
- 2008 – a Néprajzi Múzeum gyűjteménye: újrahasznosított füzetek